# 宇宙人解剖フィルム
宇宙人解剖フィルム（うちゅうじんかいぼうフィルム、Alien autopsy film）は、1995年にイギリスの映像実業家によってもたらされた、異星人の死体解剖を撮影したものと当初主張された記録フィルムである。2006年、制作者たちによってフィルムは偽物であると告白された。異星人解剖フィルムとも呼ばれる。他の異星人解剖フィルムと区別するためにサンティリフィルムと呼ばれることもある。

## 概要
異星人解剖フィルムと呼ばれる映像は、イギリスの映像実業家レイ・サンティリ (Ray Santilli) によって世に出され、1995年8月28日に世界中のテレビで一斉に公開された（日本でのテレビ放映は1996年2月2日（フジテレビが購入）、後にビデオソフト化されている）。
サンティリの説明によると、1947年7月にニューメキシコ州ロズウェルに異星人の乗り物が墜落し、その1ヶ月後にテキサス州ダラスのフォートワース基地内で異星人の死体解剖が行われた。この墜落現場と異星人死体解剖を撮影したという従軍カメラマンが現れ、そのフィルムをサンティリが買い取った、という話だった。実際に、1947年にロズウェル近辺に異星人の乗り物が墜落したと主張されるロズウェルUFO事件では、一部の目撃者が回収された異星人の死体解剖が行われていたと証言していた。ただし、サンティリの説明はロズウェルUFO事件の異星人死体解剖の話とは場所・時期などが大きく異なり、分けて考えるべきだとの指摘もある。
異星人と主張されるもののリアルな映像が公開されたのはこれが初めてであり、大いに話題になった。しかし、映像提供者であるサンティリの説明が二転三転したり、映像の内容自体が矛盾だらけである（後述）ことから、オカルト懐疑論者だけでなく肯定論者からもフィルムが偽物であるという疑念が噴出した。肯定論者の中からは、この映像がこれまでロズウェルUFO事件の真実を追究するために行われてきた活動に悪影響を及ぼすことを懸念する声も上がった。
ついに2006年、サンティリをはじめとするフィルムの制作に関与した面々がフィルムが作り物であることを次々に告白しはじめた。2006年、映画Alien Autopsy（エイリアン・オートプシー。宇宙人解剖フィルムのパロディ作品）の特殊効果を担当した英国の彫刻家ジョン・ハンフリーズが、当時のグレイ型宇宙人の製作に関わったと発表した。（2007年8月10日に、Alien Autopsyの邦訳版DVD『宇宙人の解剖 特別版』が発売された）。

## サンティリフィルムの出現
1995年1月、異星人解剖フィルムの存在がイギリスのテレビトークショーで一人のロック歌手によって初めて言及された。番組の中で歌手は、1994年のクリスマス直後に、「分析され1947年のものであるとされた」「15リール」「150分の墜落現場、残骸、死体解剖」を写したフィルムがあり、その映像の一部を見せられたと話した。また、一部の映像にはハリー・トルーマン大統領が映っていたという。
1995年3月26日、イギリスのPA通信は異星人解剖フィルムについての記事を配信し、CNNをはじめとする多くのメディアが報じた。記事によると、「極秘の'死んだ異星人'フィルム」は14リールにわたる計91分の16 mm白黒無声フィルムである。1947年にニューメキシコ州に空飛ぶ円盤が墜落した後に、従軍カメラマンによって撮られたものだと主張される。元従軍カメラマンによってコピーされ、イギリスのTVドキュメンタリー制作者レイ・サンティリに渡された。記事にはイギリスUFO調査協会のフィリップ・マントルによるコメントが添えられており、その中でフィルムがコダック社の調査で50年前のものであるとされたことが述べられた。
1995年5月5日、ロンドン博物館で、メディア代表、UFO研究家、政府高官などを招いた招待者限りの会議が開かれ、フィルムが初めて上映された。これはサンティリがフィルムを、潜在的な購入者たちへ紹介する集会であった。その後フィルムは世界中のテレビ局等によって買い取られ、放映されることになった。
1995年8月28日からのほぼ同時期に、英チャンネル4の"Incident at Roswell"、米フォックス放送の"Alien Autopsy: Fact or Fiction"など、世界中の32ヶ国のテレビネットワークで異星人解剖フィルムの映像を紹介する番組が放映された。日本ではフジテレビが購入し、1996年2月2日に『金曜超テレビ宣言!』内の特別番組『UFO墜落から48年 今世紀最大の衝撃映像宇宙人は本当に解剖されていた!!』の中で初めて放映された。

## サンティリフィルムの内容
公開されたフィルムには以下の3つのシーン（フッテイジ）に分けられる。
- 1. テントフッテイジ
- 2. 死体解剖
- 3. 残骸

このほかに、「第一の死体解剖」と呼ばれる別のフィルムを一部の人たちが見せられたと主張している。また、「回収」と題されたリールと、「トルーマン...」と題されたリールがあると主張されたこともあるが、公開されたことはない。

### テントフッテイジ
1995年1月に、最初に一部の人たちに見せられた映像。画質は非常に悪い。照明が悪い「テント」と思われるところで、テーブルの上に横たわる「死体」が映されている。有名な死体解剖の映像と違い、右下肢と右腕に怪我はない。

### 死体解剖
1995年4月に最初に一部の人たちに見せられ、1995年8月から各国のテレビで何回も放映された。最も有名な映像で、「異星人解剖フィルム」と言うと、通常この映像を指す。
小さな部屋の中で「防護服」を着た二人が「死体」を解剖し、一人が紙に何かを書き込む。一つの壁にはガラス越しに解剖を見守るマスク姿の人も映る。「死体」の外見は明らかにヒトの女性に似ており、頭髪をはじめ毛がなく、肥大した頭部、巨大な目、小さな耳と鼻、膨らんだ腹部、六本指の手と足、およびヒトの女性に似た外性器を持つ。右下肢に大きな負傷があり、右腕も怪我をしている。まず外見の観察後、脚の負傷部分からサンプルを採る。その後、腹部を切り開き、内臓らしきものを次々に取り出す。次に、頭部を切り開き脳らしきものを取り出す。

### 残骸
1995年6月に現れた映像。"Roswell: The Footage"に収録。六本指の手の形が印刻されたパネルと、「ヒエログラフ」のような印字のあるIビームが映る。

## サンティリフィルムの疑問点

### 映像内容の疑問点
解剖学者や医療関係者からさまざまなおかしな点が指摘されている。異星人の解剖という科学的に無二の貴重な機会を、何週間もかけるのでなく2時間で終わらせるのはおかしい。体の中から取り出された内臓や脳らしきものが結合組織によって保持されていたように見えない。ヒトと似た外的器官を持つのに、体腔の中は構造的でない不定形の塊で、非現実的である。病理学者や外科医はハサミを使用する際、穴に中指を通すのに、映像の人は人差し指を通している。異星人の毒ガス、微生物から身を守るためと思われる防護フードを被っているのに、新鮮な空気を送るポンプとホースがない。
特殊効果アーティストたちの多くは「死体」は特殊効果のダミーであると信じている。イギリスの特殊効果専門家クリフ・ウォーレスCliff Wallaceによると、死体の姿勢がおかしく、直立姿勢でとられたキャストに感じる。あるシーンで腕に鋳型の継ぎ目ラインらしいものが見える。ハリウッドの特殊効果専門家トレイ・ストークスによると、死体は軽く「ゴムのよう」であり、肩と上腕がテーブル面から浮いている。ストークスは「異星人の作り方」と題する記事も発表した。トレイ・ストークスらの調査によると、18人の著名な生物特殊効果アーティストらに異星人解剖フィルムについての意見を調べた結果、18人全員が偽物であるという意見だった。また、異星人解剖フィルムが公開された後、特殊効果で実現できることを証明する目的で、いくつもの「本物」よりリアルな異星人解剖フィルムが制作された。
異星人解剖フィルムの死体はロズウェルUFO事件の異星人と外見が異なる。ロズウェルUFO事件の目撃者たちの話す異星人は、もっと背が低く、もっと眼は大きく、耳はなく、手足の指は親指を欠いた四本指である（六本指ではない）。残骸フッテイジに映るIビームも、ロズウェルUFO事件の一目撃者が叙述したものとかなり異なる上に、断面が強度を高めるI字鋼の構造をしておらず、さらに刻印された「ヒエログラフ」は"VIDEO O TV"という文字列を装飾したものにしか見えない。また、サンティリはハリー・S・トルーマン大統領が死体解剖の一つに付き添っている姿が映るフィルムがあると主張したが、その時期トルーマンはニューメキシコ州にはいなかった。
異星人解剖フィルムと、TF1へ提供されたボックスラベルの写真コピーを三人の元従軍カメラマンに見せたところ、多数の矛盾が指摘された。カメラマンはワシントンD.C.に配置され1947年6月1日にロズウェルへ飛んだと主張するが、当時全ての州に極秘情報保安の認定を受けたカメラマンがいた。当局が全てのリールを回収しなかったためにフィルムが残ったと主張されるが、極秘計画ではフィルムは厳密に管理されていた。当時、重要な医療処置の撮影は16mmカラーフィルムが使われ、机に隣接するライザーと天井からの二台の固定カメラが用いられた。撮影は常に、動画カメラマンと静止写真家の二人一組で行われた。撮影方法が軍の標準化された手順と手法にのっとっていない。ボックスラベルに書かれたフィルムと、カメラマンと主張される人が言うカメラを使えば焦点は良く合うはずであり、解剖フィルムは「わざとぼかされてどの物体も詳しく見えないようになっている」。フィルムボックスのラベルについても、元従軍カメラマンは三人ともシールに押印されたラベルは見たことがなく、ラベルに書かれている内容も不必要に解像度を下げる手順を示していた。さらに、ラベルの文章はヨーロッパスタイルの筆跡であった。
壁電話について、1956年まで導入されていなかったタイプの電話であると指摘されたことがあったが、後に1946～1947年に導入されたタイプの電話であることが明らかになった。

### 真偽鑑定の疑問点
1995年3月26日のプレスリリースの中で、フィリップ・マントルはフィルムがコダック社によって50年前のものであると確認された、と述べていた。ところが、サンティリの仲間がコダック社に接触したのは6月5日になってのことだった。プリントされたイメージを見せられた営業担当者は、そこに写るエッジコード（四角と三角）と文献を照合して、1927、1947、1967年のいずれかに製造されたフィルムであることを確認した。その後、サンティリからフィルムの提出を受けた各地のテレビ局がコダック社に真偽鑑定を依頼し、どれも1927、1947、または1967年の製造を示すエッジコードがついていた。しかし、どのフィルムにも死体解剖のシーンは写っておらず、異星人解剖フィルム自体の製造年を証明するものではなかった。サンティリはいくつものテレビ番組の中で、適切な場面が写ったフィルムを提供すると約束したり、すでにコダック社に提出されていると述べたりしていたが、実際には解剖シーンが写ったフィルムが提出されたことはない。
1995年8月19日、アメリカの雑誌編集者ボブ・シェルBob Shellは、フィルムを分析した結果1947年のものと明らかになったと発表した。シェルによると、死体が置かれる前のテーブルが写ったフィルムは「Cine Kodak Super XX」であり、このフィルムタイプは1956-57年に製造中止となったものである。エッジコードが1927、1947または1967年だったのだから、1947年の可能性だけが残るという。しかし、シェルのフィルムストリップにはエッジコードがなく、Cine Kodak Super XXという証拠も提出されたフィルムボックスのリールラベルの写真コピーだけであった。また、写っていた机とドアのシーンは最初にテレビ局に配られたビデオにはなく、後にサンティリの会社が販売した"Roswell: The Footage"の先頭部分に初めて現れた。その上、解剖シーンとの間にはブランクシーンが挟まっており、写っていた机も解剖台には低すぎた。シェル自身もこれが解剖フィルムが1947年に撮影された証拠にならないと認めている。
1947年のオリジナルのフィルムとしてFOXに提出されたフィルムストリップは、1960年あたりまで導入されていなかったBell & Howell "C-printer"で作られた複製であることが明らかになった。フィルムが両孔か片孔かは重要な点であるが、シェルとFOXに提供されたフィルムストリップ試料はどちらも片側がちぎり取られて両孔か片孔か判断できなくなっていた（当時使われていたBell & Howell Filmoカメラはフィルムの両側に爪を引っ掛けるスプロケットだったため、片孔のフィルムは使えなかった）。さらに、リールラベルには1947年10月まで存在しないはずの国家軍政省(NME)またはその後継で1949年8月に設立された国防総省(DoD)の、鷲をあしらった記章が押印されていた。
テントフッテイジがアメリカで私的に上映されたとき、"Restricted acces / A01 classification / JULY 30th 1947"というコードマークがついていた。ところが、"Restricted access"は米軍コードでは認められておらず、"A01 classification"は「純粋なハリウッド」だとして退けられた。また、日付の表示も米軍の日-月-年形式でなく、月-日-年形式だった。後に、テントフッテイジがイギリスで上映されたとき、このコードマークは消失していた。

## 制作者たちの告白
2006年4月4日、"Alien Autopsy"（フッテイジについてのフィルムとして上演されるイギリスのコメディ）がイギリスで公開される2日前に、British Sky Broadcastingはイーモン・ホームズEamonn Holmesによって提供されるドキュメンタリー、"Eamonn Investigates: Alien Autopsy"、を放送した。この番組の中で、レイ・サンティリと相方のプロデューサーのゲイリー・シューフィールドGary Shoefieldは、彼らのフィルムが一部だけ本物（彼らの言葉では、「少しのフレーム」）であったと発表した。残りは平均4分の長さの、22ロールのフィルムの復元であり、サンティリはそれを1992年に見ていたが後に湿気と熱によって劣化してしまったという。彼らによると、彼らがそれを購入するために十分な資金を調達するまでは、元々のうち数フレームだけがまだ無傷であった。
サンティリとシューフィールドによると、サンティリが1992年に見たものに基づいて、シミュレートされた捏造された異星人への死体解剖を彼らは撮影し、損傷していなかったオリジナルのフィルムの少しのフレームを加えることによって、損傷したフッテイジを「修復した」と述べた。彼らはどの部分がオリジナルのフッテイジかを特定していない。
サンティリによると、セットはロンドン、カムデンタウンのロチェスタースクエアにあるアパートの空き部屋の居間に構築された。彫刻家のジョン・ハンフリーズJohn Humphreysが、二つのダミーの異星人死体を構築するのに三週間のあいだ雇われた。彼は死体を作るのに、ロンドン、スミスフィールド精肉市場の中のS.C. Crosby Wholesale Butchersから得られた、ゼリーの中にセットされたヒツジの脳、ニワトリの内臓、および膝関節を含むキャストを使った。ハンフリーズは、彼に撮影される効果を制御できるようにするために、この精査を引き受ける主任科学者の役割も演じた。フッテイジの制作は別個に二回試みられた。撮影後、チームはこれらの「死体」を、小さなかけらへと切り刻みロンドン中のゴミ箱に捨てることで処理した。番組の中で「ガラスの後ろのマスク男」を演じた男へのインタビューもされていた。
墜落現場から回収されたアイテムと推測される、異星人の物体は、フッテイジの中に描写された。これらは異星人の記号と六本指の制御パネルを含む。サンティリはそれを彼による芸術的許容の産物であると叙述した。これらの人造物はハンフリーズによって創られた。フッテイジは彼がオリジナルのカメラマンでありフッテイジの提供者であることを「確証」する宣言を読む一人の男も見せた。サンティリとシューフィールドはドキュメンタリーの中で、彼らはロサンゼルスの道上の不特定のホームレスの男を見つけ、彼を説得してカメラマンの役割を演じさせ、彼をホテルで撮った、と告白した。
ハンフリーズによると、フィルムは「彼自身、サンティリおよび他の3人によって撮影された」。彼は、アルミニウムの骨組みに粘土を盛って詳細を彫刻し、その粘土塑像から鋳型を作ってラテックスのキャストを取って、異星人を作った。彼は「秘密保持の契約を結んでいた」ために1996年まで沈黙を守った。
これらの告白により、異星人解剖フィルムの真贋論争は終結したと考えられている。

## その他の宇宙人解剖フィルム
同時期に話題になったフィルムは、他に2種類ある。トルーマン大統領が映っているとされたフィルムと、宇宙人にテントで応急措置を施した際に撮影したというフィルム（Tent Footage）である。しかし、前者は見たという人物のコメントが二転三転している上に現物が公開されていない。後者は偽造に関わった人物たちがすでに名乗り出ている。いずれも、現時点で信憑性は低いと言わざるを得ない代物である。また旧ソ連軍によって撮影されたとされる物も存在するが、それはとても本物とは思えない、あからさまな作り物であった。

## 関連文献
- Carl Sagan (1996) The Demon-Haunted World: Science as a Candle in the Dark. Random House, 457p. ISBN 039453512X
- Philip Mantle (2007) Alien Autopsy Inquest. PublishAmerica, 282p. ISBN 1424119553
- Kiviat/Greene Productions Inc. (1997) "Alien Autopsy: Fact or Fiction?" Vidmark/Trimark. (ビデオ)
- 皆神龍太郎 (1996) 『宇宙人とＵＦＯとんでもない話』日本実業出版社, 243p. ISBN 453402522X
- カーティス・ピーブルズ著、皆神龍太郎訳 (1999) 『人類はなぜＵＦＯと遭遇するのか』ダイヤモンド社, 493p. ISBN 4478850151
- 飛島竜一／小川謙治 (1996) 『UFO 墜落から48年、今世紀最大の衝撃映像！宇宙人は本当に解剖されていた！！』フジテレビ出版.
- フジテレビ (1996) 『宇宙人解剖フィルム 完全版 -ロズウェル事件48年目の真実-』ポニーキャニオン. （ビデオ）
- フジテレビ (1996) 『宇宙人解剖フィルムPART.2 -あのフィルムを撮影したカメラマンがついに登場!-』ポニーキャニオン. （ビデオ）